# Dialaelia
× Dialaelia, (abreviado Dial) en el comercio, es un híbrido intergenérico entre los géneros de orquídeas Diacrium × Laelia. Fue publicado en Gard. Chron., ser. 3, 37: 174 (1905).